# Juan Carlos Tetlalmatzin Córdova

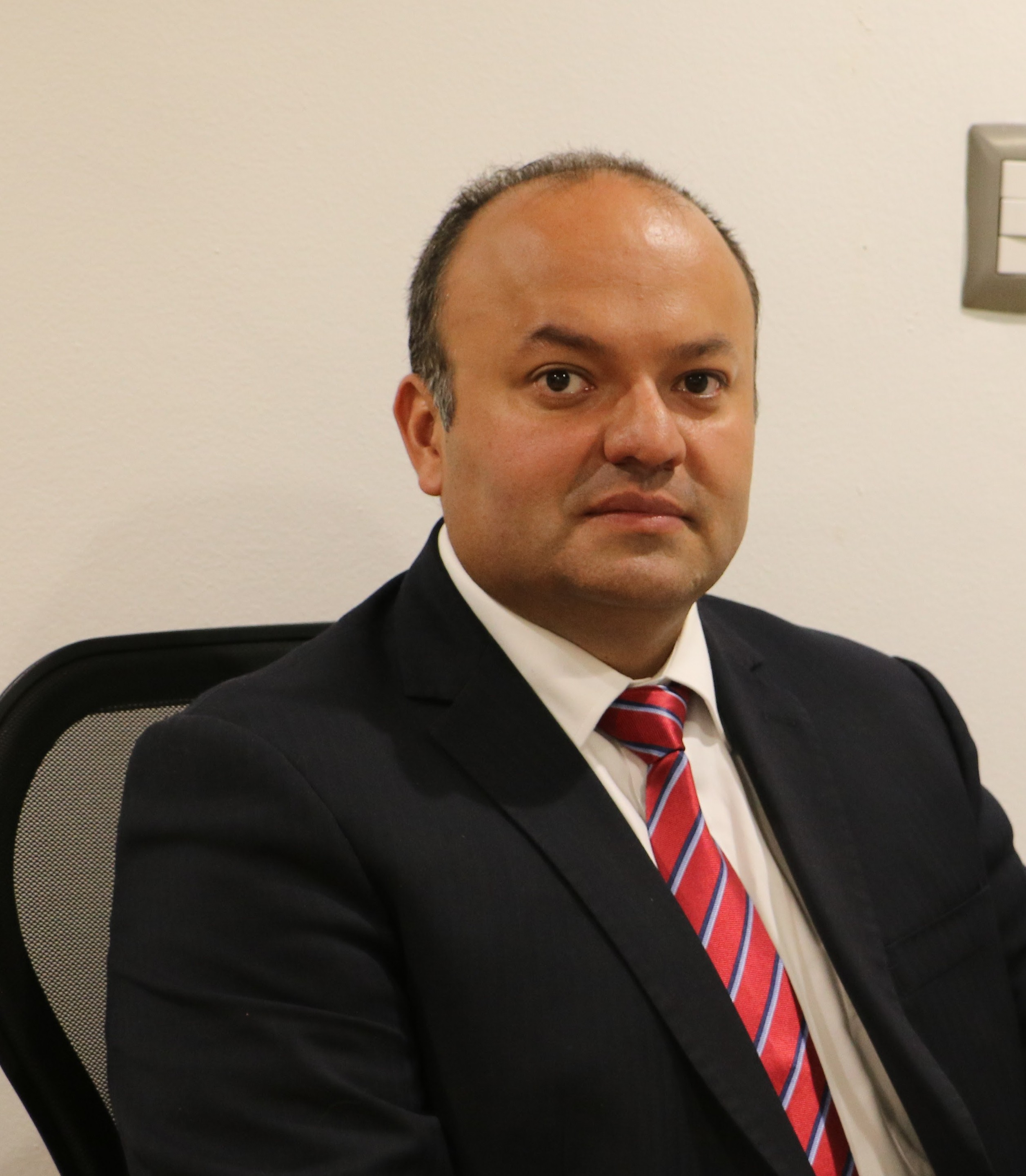
Juan Carlos Tetlalmatzin Córdova

Nace en la Ciudad de México, el 22 de octubre de 1974, es funcionario público de carrera y administrador.
Aunque es originario de la Ciudad de México, la familia paterna de Tetlalmatzin Córdova son originarios del estado de Tlaxcala, donde cuenta con numerosos ascendientes; entre los que destaca el héroe nacional, Coronel Felipe Santiago Tetlalmatzin Saldaña, quien pasó a la historia mejor conocido como Felipe Santiago Xicoténcatl, Comandante del Batallón Activo de San Blas, durante la gesta heroica de la defensa del Castillo de Chapultepec, el 13 de septiembre de 1847, durante la invasión Estadounidense.
Un aspecto significativo de Juan Carlos Tetlalmatzin Córdova, como descendiente consanguíneo, ha mostrado un profundo interés en preservar y promover el reconocimiento del heroísmo de su antepasado. Esto se ha manifestado en su participación en eventos conmemorativos, su colaboración con historiadores, autoridades militares y de los tres órdenes de gobierno, haciendo un llamado para que se reconozca el Heroísmo del comandante del Batallón de San Blas. 
Estudios
Cursó la licenciatura en administración en la Universidad Intercontinental. En 2015 es designado por la entonces titular de la PGR (Procuraduría General de la República) , para ingresa al Colegio de Defensa Nacional de la SEDENA, cursando la Maestría en Administración Militar para la Seguridad Interior y Defensa Nacional.
Cuenta con diversos seminarios y diplomados internacionales y nacionales, entre los que destacan:
Seminario internacional, Desarrollo nacional del estado mexicano (Colegio de Defensa Nacional), Seminario internacional en derechos humanos y Derecho internacional humanitario en operaciones militares (Junta Interamericana de Defensa de la OEA), Seminario en seguridad nacional (Colegio de Defensa Nacional), Diplomado internacional, Gestión integral de riesgos de Emergencias y desastres en las instalaciones de salud (Universidad Westhill), Reforma constitucional en materia de transparencia (INAI), Ética Pública (INAI), ISO 9000 Medio Ambiente y Ecología (UNAM)
Primeros cargos
Entre los cargos gubernamentales en el Poder ejecutivo federal, Gobierno local y Poder Judicial de la Federación que ha ocupado durante su trayectoria destacan: Coordinador Administrativo del Centro Nacional de Investigaciones Disciplinarias en Microbiología, perteneciente al INIFAP-SAGARPA, Director de Recursos Humanos, Subdirector de Administración de Personal y Subdirector de Política Laboral y Desarrollo de Personal de la Delegación Coyoacán durante la Administración de la entonces Delegada María Rojo, fue Coordinador de Registro de Agrupaciones Políticas Nacionales en el IFE (Instituto Federal Electoral), destacando su participación durante el proceso electoral 2011-2012. En el Poder Judicial de la Federación ocupó diversos cargos dentro de la Coordinación de Seguridad del PJF destacando: Director de Administración, Secretario Particular del Coordinador de Seguridad, Subdirector Operativo Regional Zona Centro-Sur del País y Subdirector de Políticas de Seguridad y Normativa. En la Procuraduría General de la República ocupó el cargo de Director de Infraestructura Jurídica. En 2019 es invitado a Colaborar en la Central de Abasto de la CDMX, ocupando el cargo de Secretario Particular y Coordinador de Asesores del Administrador y Coordinador General de la Central de Abasto de la CDMX.
Durante el gobierno de la cuarta Transformación se ha desempeñado como Secretario Particular y asesor del entonces Comisionado del Servicio de Protección Federal, el Lic. José Pedro Vizuet Bocanegra, recibiendo de este, la más alta valuación al mérito y desempeño. Actualmente se desempeña como Jefe de Almacenaje y Distribución de Bienes de Inversión y Varios del Almacén Central del ISSSTE (Instituto de Seguridad y Servicios Sociales de los Trabajadores del Estado) durante las Administraciones del Dr. Pedro Zenteno Santaella, Mtra. Bertha Alcalde Lujan y el Lic. Marti Batres Guadarrama.
En el sector privado ha desempeñado diversos cargos entre los que destacan: Director de Marca (Grupo Empresarial CIMA S.A de C.V) y Director General y Presidente del Consejo de Administración (SUPPLYPEDIA S.A de C.V), actualmente es Presidente de Pro Defensa e Impulso de los Comerciantes A.C (PRODEIMCO)
Juan Carlos Tetlalmatzin Córdova, es una figura con trayectoria notable y diversificada dentro de la Administración Pública Mexicana. Su experiencia abarca roles de Alta Dirección en distintas dependencias gubernamentales, incluyendo áreas cruciales como la Seguridad Pública, la Seguridad Nacional y la Administración en General.